# Памятники истории и культуры Карабалыкского района
Памятники истории и культуры местного значения Карабалыкского района — отдельные постройки, здания и сооружения, некрополи, произведения монументального искусства, памятники археологии, включенные в Государственный список памятников истории и культуры местного значения Костанайской области. Списки памятников истории и культуры местного значения утверждаются исполнительным органом региона по представлению уполномоченного органа по охране и использованию историко-культурного наследия.
В Государственном списке памятников истории и культуры местного значения города в редакции постановления акимата Костанайской области от 31 марта 2020 года числились 10 наименований.

## Список памятников

### Архитектура
| Номер в списке | Название                                               | Изображение | Годы постройки  | Местоположение                              | Пр.                                  |
| -------------- | ------------------------------------------------------ | ----------- | --------------- | ------------------------------------------- | ------------------------------------ |
| 671            | Могила Мухамеджана Сералина                            |             | 1929 год        | 12 километров к северо-западу от села Урнек | сакральный объект                    |
| 672            | Церковь                                                |             | начало XIX века | село Михайловка                             | градостроительство и архитектура     |
| 673            | Памятник «Погибшим в годы Великой Отечественной войны» |             | 1970 год        | поселок Карабалык                           | сооружение монументального искусства |

### Археология
| Номер в списке | Название               | Изображение | Годы постройки | Местоположение                                            | Пр. |
| -------------- | ---------------------- | ----------- | -------------- | --------------------------------------------------------- | --- |
| 674            | Стоянка Бурли II       |             | эпоха энеолита | 6 километров к юго-востоку от села Терентьевка            |     |
| 675            | Могильник Веренка I    |             | эпоха энеолита | 2,5 километра к северо-западу от села Веренка             |     |
| 676            | Могильник Веренка II   |             | эпоха энеолита | 2 километра к северо-западу от села Веренка               |     |
| 677            | Стоянка Михайловка II  |             | эпоха энеолита | 3 километра к юго-западу от села Михайловка               |     |
| 678            | Стоянка Михайловка III |             | эпоха энеолита | 1 километр к юго-западу от села Михайловка                |     |
| 679            | Стоянка Михайловка IV  |             | эпоха энеолита | 5 километров к северо – северо-востоку от села Михайловка |     |
| 680            | Стоянка Михайловка V   |             | эпоха энеолита | 6 километров к северо-востоку от села Михайловка          |     |